# فروگنر مانور

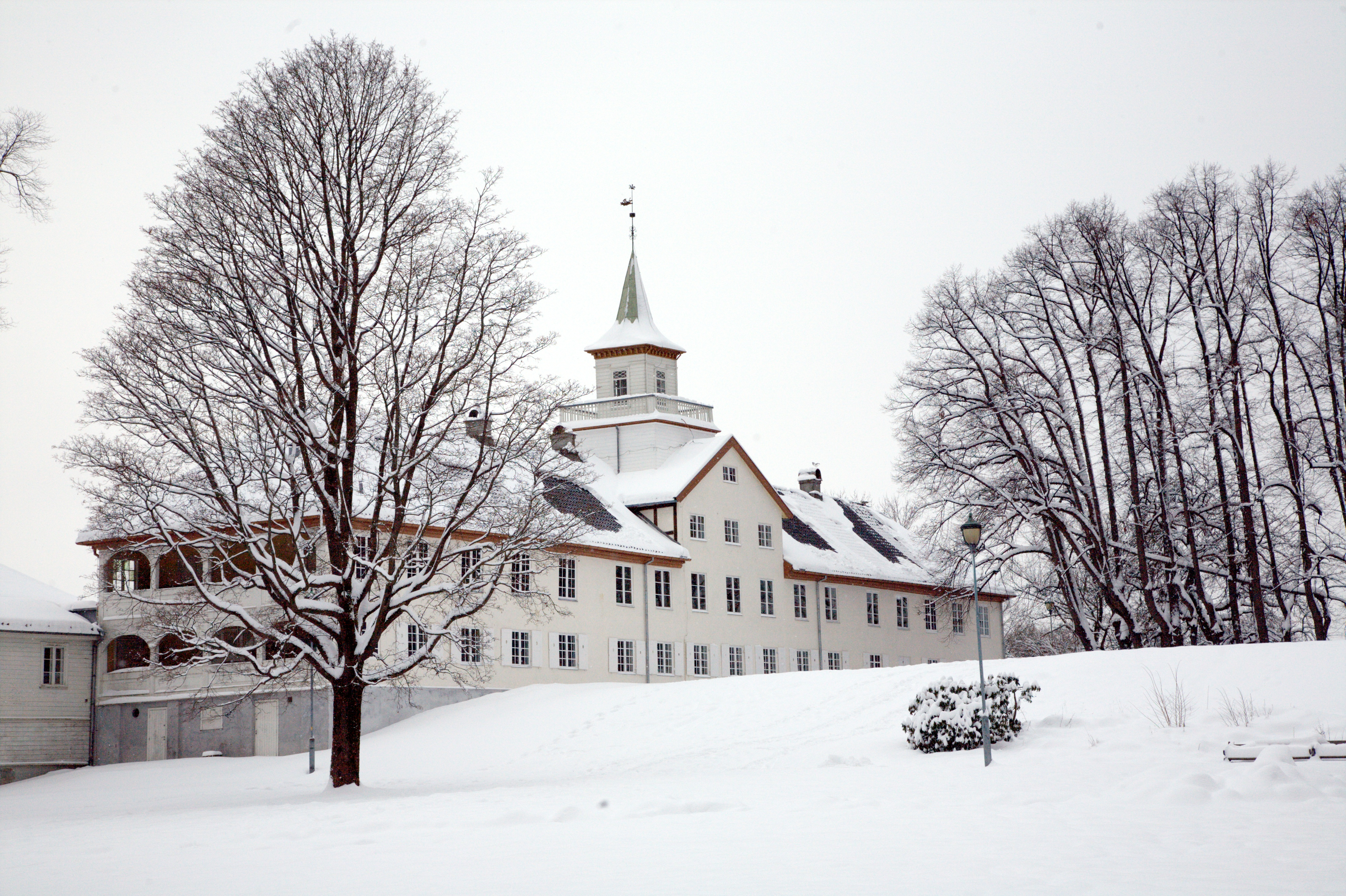
فروگنر مانور

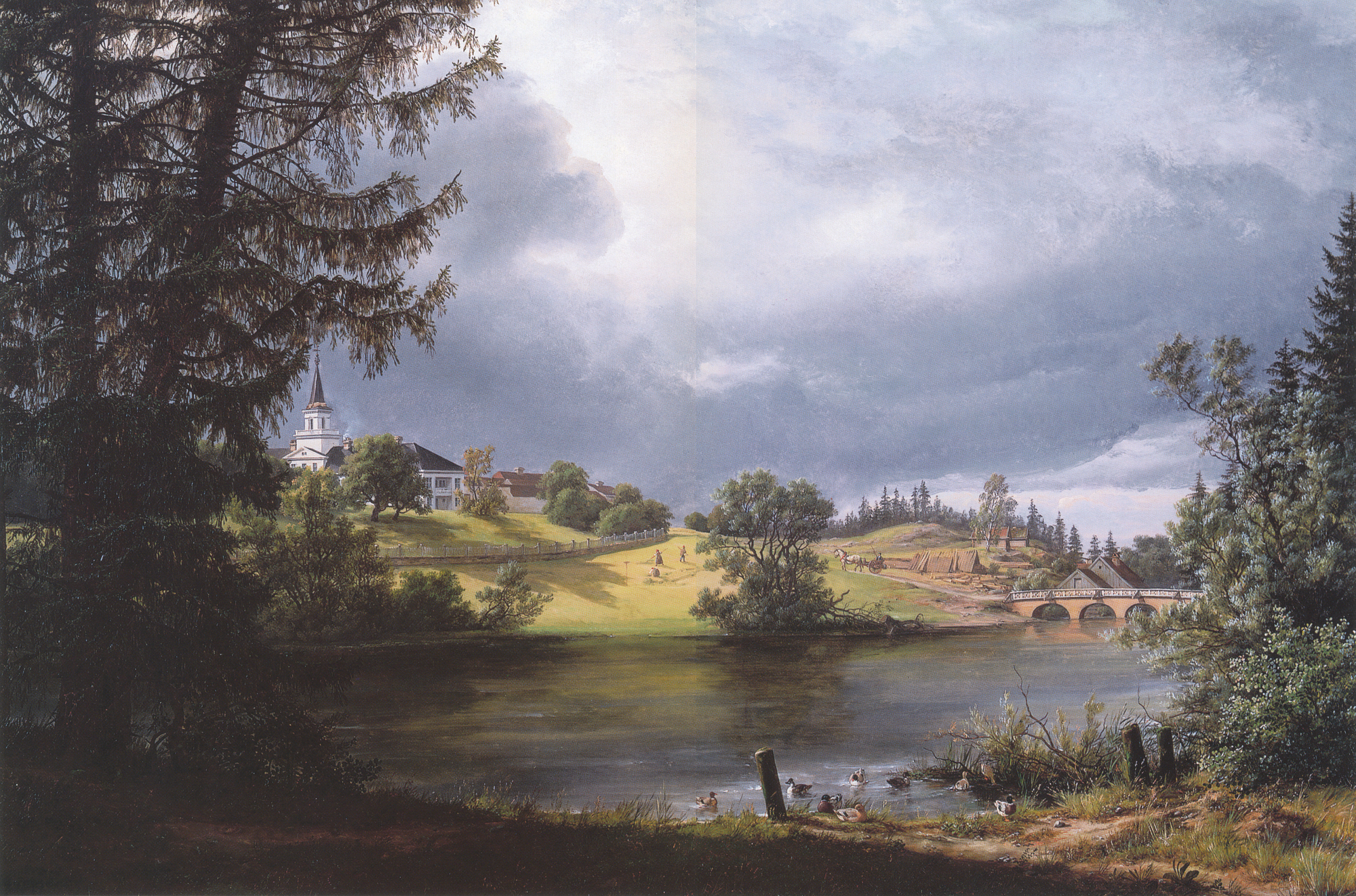
فروگنر مانور (۱۸۴۲) اثر یوهان کریستین دال برای بنجامین وگنر

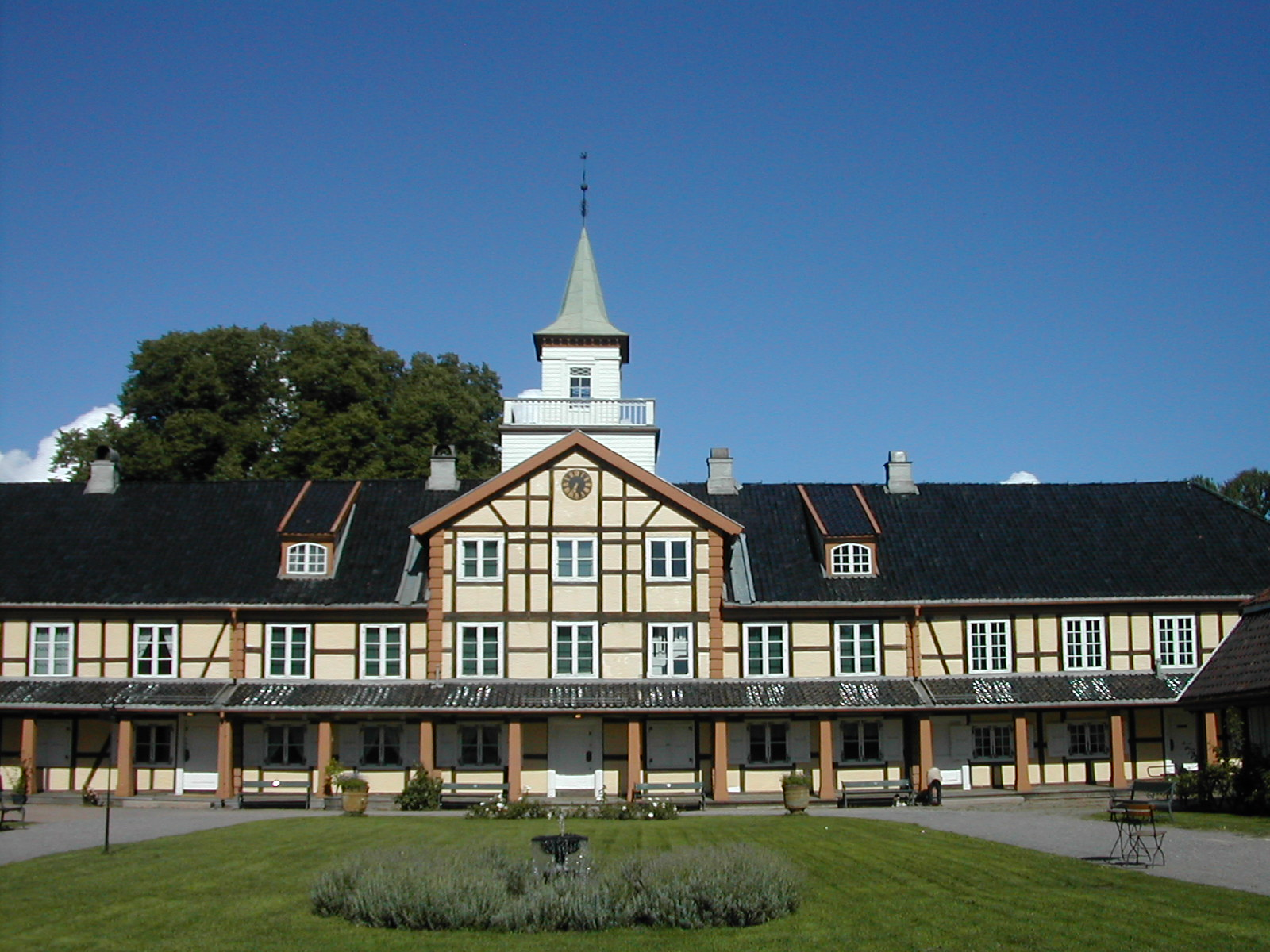
فروگنر مانور

فروگنر مانور یک عمارت روستایی و محدوده دارایی سابق در منطقه فروگنر فعلی اسلو در نروژ است. این محوطه شامل بیشتر بخش‌های فروگنر مدرن، که به نام همین محوطه نامگذاری شده‌است، و فروگنرسترن با بخش‌هایی از جنگل نوردمارکا یا فروگنرسترسکوگن می‌شود. مابقی محوطه در حال حاضر محل پارک فروگنر است، با خانه عمارت در جنوب پارک و امکانات وایگلند (Vigeland) در مرکز پارک. ساختمان‌های قرن هجدهم در محوطه، اکنون موزه شهر اسلو را در خود جای داده‌است.

## تاریخچه
مانور فروگنر در سال ۱۷۵۰ توسط سرگرد هنس جیکوب شیلز (۱۷۱۴–۱۷۷۴)، اولین مالکی که فروگنر را به اقامتگاه دائم خود تبدیل کرد، ساخته شد. او چهار بال را در اطراف یک حیاط مربعی بنا کرد که از طریق دری در بال جنوبی قابل دسترسی بود. محل اقامت او روبروی یک خانه چوبی بود که هنوز به عنوان بخش میانی ساختمان اصلی کنونی دست نخورده باقی مانده‌است. در پشت آن، باغی به سبک باروک ساخته شد که محور آن موازی با ساختمان اصلی است. خانه چوبی شیل احتمالاً برای مدیر مزرعه در نظر گرفته شده بود، و برنامه او ممکن است ساخت یک اقامتگاه بزرگتر به عنوان نقطه کانونی باغ، متقارن با محور آن، و با منظره ای عالی به دریاچه فروگنر در طرف مقابل باشد. با این حال، وضعیت مالی او تحت فشار بود و او مجبور شد این طرح را به تعویق بیندازد و در عوض خانه چوبی را به یک قصر ممتازتر تبدیل کند. در سال ۱۷۶۰ شیلز تقریباً ورشکسته شد و مجبور شد خانه خود را بفروشد.